# Levieria scandens
Levieria scandens är en tvåhjärtbladig växtart som beskrevs av W.R. Philipson. Levieria scandens ingår i släktet Levieria och familjen Monimiaceae. Inga underarter finns listade i Catalogue of Life.